# Hyppolite Ramaroson
Hyppolite Ramaroson (28 de setiembre de 1951, Antananarivo) es un militar y vicealmirante malgache que ocupó de facto la Presidencia de Madagascar durante el 17 de marzo de 2009.
El anterior presidente, Marc Ravalomanana le transmitió los poderes presidenciales tras el asalto del ejército a la residencia presidencial el 16 de marzo como apoyo al líder opositor Andry Rajoelina. Este traspaso de poderes no fue aceptado por el jefe de los militares golpistas, Andre Ndrianarijaona que respaldaba el acceso al poder de Rajoelina, que a su vez se había autoproclamado presidente del país. Finalmente, los militares entregaron el poder a Rajoelina.